# Wilhelm Bauer
Sebastian Wilhelm Valentin Bauer (Dillingen an der Donau, 23 dicembre 1822 – Monaco di Baviera, 20 giugno 1875) è stato un inventore tedesco costruttore del primo sommergibile moderno.

## Biografia
Wilhelm Bauer era un maestro falegname. Divenne membro nel corso della sua vita di un reggimento di cavalleria, dove fu assegnato alla mansione del trasporto di cannoni. Successivamente trasferito ad un reggimento di artiglieria, fu inviato nella regione del Schleswig-Holstein a partire dal 1848. Durante la sua permanenza a Kiel nel corso di un assedio da parte della marina danese ebbe l'idea di costruire un sottomarino da utilizzare contro le navi danesi.

## Brandtaucher

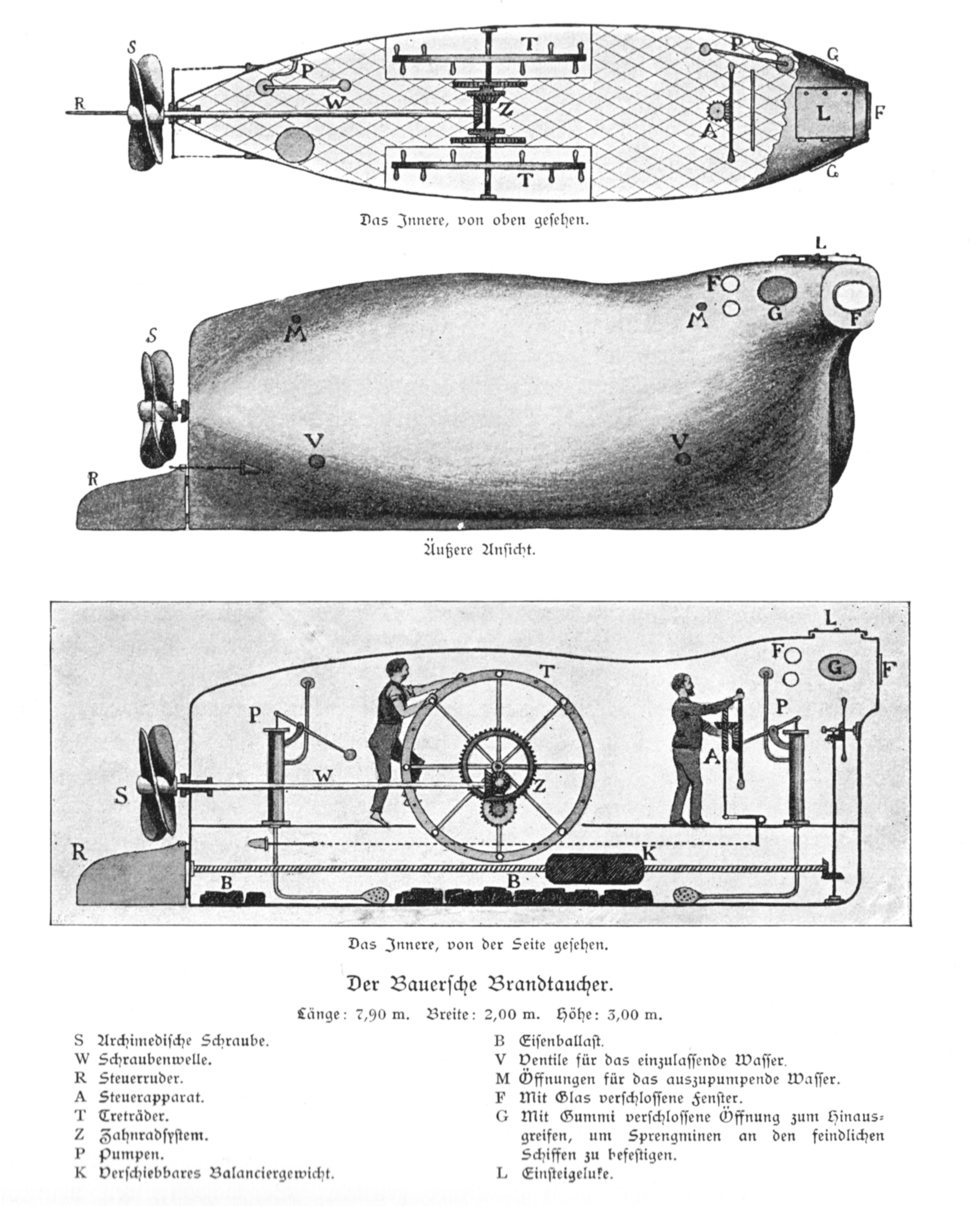
Schizzo del Brandtaucher

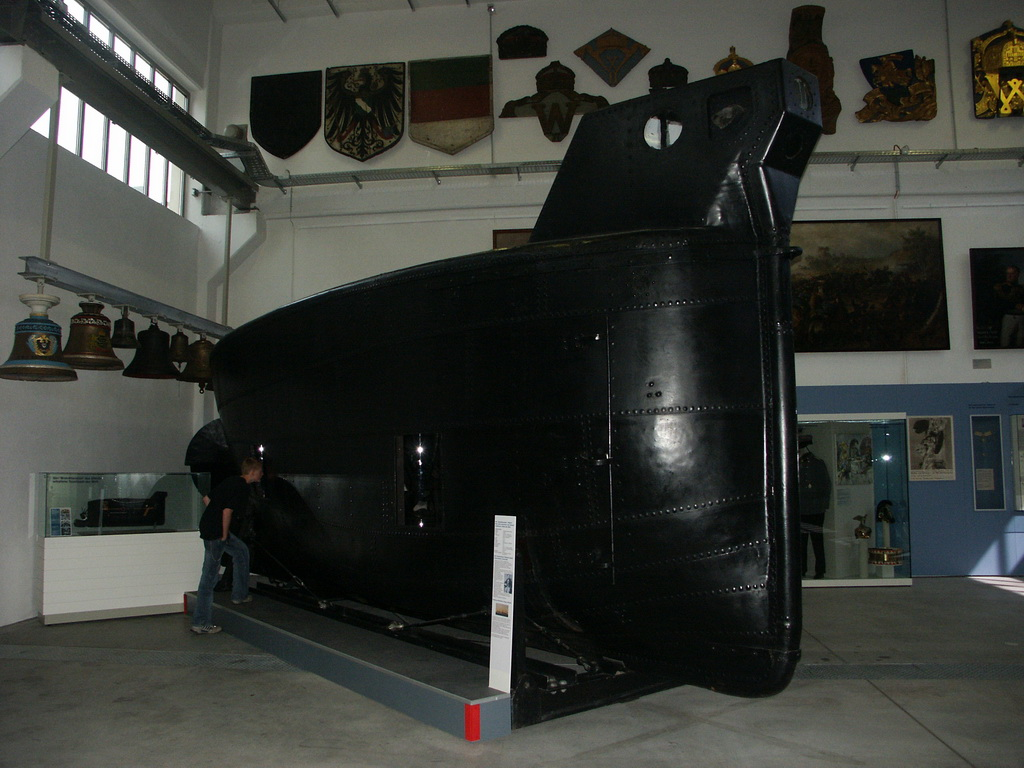
Il Brandtaucher nel museo a Dresda

Nel 1850 Bauer costruì con l'aiuto di August Howaldt presso i cantieri navali Schweffel & Howaldt il primo sommergibile moderno che fu battezzato in suo onore Brandtaucher ma che in seguito ricevette il soprannome „Eiserner Seehund“ (foca di ferro). Nonostante lo scetticismo dei suoi superiori Bauer riuscì ad imporre la sua idea e a ricevere l'autorizzazione per costruire il mezzo, ma a causa delle scarse risorse a sua disposizione dovette effettuare alcune modifiche al progetto originale e ridurre lo spessore della lamiera da 12,5 mm a 6 mm. Inoltre sempre a causa delle poche risorse che gli furono messe a disposizione dovette rinunciare a realizzare i serbatoi di zavorra, ma fu bensì costretto ad utilizzare l'interno del mezzo come serbatoio di zavorra allagandolo in modo da fare immergere il sommergibile. Dopo alcune immersioni di prova il mezzo andò però perso il 1º febbraio 1851 durante una immersione nella Kieler Förde. La causa più probabile per la perdita del mezzo è una falla, anche se pare plausibile che l'equipaggio abbia potuto fare entrare erroneamente troppa acqua nello scompartimento e il mezzo si sia di conseguenza adagiato sul fondo. Ciò nonostante l'equipaggio poté salvarsi grazie all'intuizione di Bauer che aveva capito che la botola si era bloccata a causa della sovrappressione esterna. Bauer fece quindi allagare l'intero scafo fino a quando la pressione interna non compensò la pressione esterna e i tre membri dell'equipaggio poterono abbandonare il mezzo. Il Brandtaucher fu ritrovato nel 1887 durante dei lavori di ripristino del porto di Kiel alla profondità di 18 metri. Lo scafo restaurato si trova ora esposto nel museo militare della Bundeswehr a Dresda.

## Seeteufel
Sempre grazie all'impegno di Bauer la marina imperiale russa costruì un sommergibile simile al Brandtaucher varato nel 1856. Costruito a San Pietroburgo il sommergibile vantava una lunghezza di 52 piedi e aveva un equipaggio composto da 12 membri. L'unità fu impiegata in 133 immersioni di prova, tutte concluse con successo, ma alla 134 uscita in mare affondò a causa di un errore umano. Anche in tale occasione l'equipaggio poté salvarsi.

## Onorificenze
In suo onore fu rinominata alla fine della seconda guerra mondiale un U-Boot Tipo XXI rimesso in servizio come unità sperimentale della Kriegsmarine con il nome di Wilhelm Bauer.

## Al cinema
Alla figura di Wilhem Bauer è dedicato Hoch klingt das Lied von U-Boot-Mann, un film di propaganda girato nel 1917 durante la prima guerra mondiale, che mostra il mondo degli U-Boot e racconta la vita di Bauer.